# كهف كافالو
كهف كافالو (بالإيطالية: Grotta del Cavallo)‏ أو كهف كافالو (بالإيطالية:Cave of the Horse)، هو كهف من الحجر الجيري يقع في منطقة بوليا، جنوب إيطاليا، بالقرب من ناردو على بعد 90 كم (55.92 ميل) جنوب تارانتو. يبلغ ارتفاع الكهف حوالي 15مترًا (49 قدمًا) فوق مستوى سطح البحر الحالي، له مدخل دائري، بعرض 5 متر (16.40 قدم) وارتفاع 2.5 متر (8.20 قدم) في اتجاه البحر، اكتشف الكهف في عام 1960 وأعقب ذلك موجتان من التنقيبات، امتدت الموجة الأولى من 1963 إلى 1966 والثانية من 1986 إلى 2008. تعرض الكهف للسرقة من قبل اللصوص خلال الفترة بين موجتي التنقيب، مما أدى إلى إتلاف الحفريات التي تعود للعصر الحجري القديم الأعلى، ولذلك فإن مدخل الكهف مغطى ببوابة ومغلق أمام الزوار.

## الآثار
في عام 1964 اكتشف ضرسان متشابهان في الكهف. ظن الباحثون أن الأسنان تعود إلى إنسان نياندرتال وافترضوا أن الأدوات الحجرية المصاحبة لها وزخارف خرزة الصدف كانت نموذجا لثقافة إنسان نياندرتال، والتي سميت فيما بعد بثقافة أولوتسي لأنها تشبه إلى حد بعيد آثار الحضارة الشاتلبيرونية، رغم أن ارتباط هذه الأخيرة بأنسان نياندرتال موضوع نقاش مستمر. وفي عام 2011، نشر فريق من الباحثين بقيادة ستيفانو بينازي من قسم الأنثروبولوجيا في جامعة فيينا دراسة في مجلة بينزي، خلصت إلى أن الأسنان لا تعود إلى إنسان نياندرتال، بل إلى الإنسان العاقل المبكر ويبلغ عمرها من 45000 إلى 43000 سنة قبل الميلاد. وفقًا لبينزي ، تدعم هذه النتائج الفرضية القائلة بأن ثقافة أولوزي لا تعود إلى إنسان نياندرتال بل إلى الإنسان الحديث. وعلى الرغم من الجدل حول الأصل البشري لهذه الأسنان، لم يُقدم أي دليل يتعارض مع هذا الادعاء، وقد حصل على بعض القبول.